# Promachus binucleatus
Promachus binucleatus är en tvåvingeart som beskrevs av Mario Bezzi 1908. Promachus binucleatus ingår i släktet Promachus och familjen rovflugor.
Artens utbredningsområde är Etiopien. Inga underarter finns listade i Catalogue of Life.